# 城市风

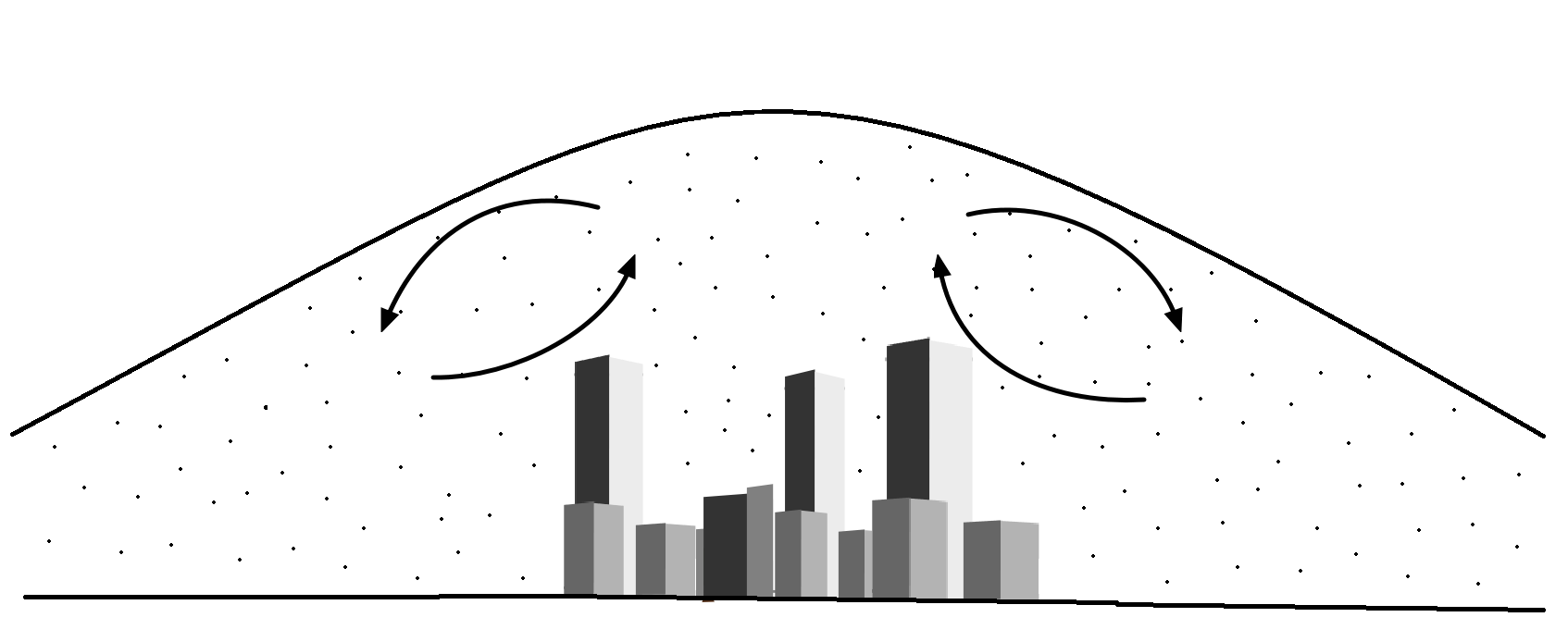
由於城市氣溫比郊區高，形成熱島效應，使得市區氣壓低於郊區，結果形成城市週圍郊區的空氣吹向市區，於市區輻合的特殊風系。

城市风是大气环流的一种具体体现。由于城市下垫面因素改变，人口多、工业分布集中，大气污染严重，形成了热岛效应。这使得城市中心形成了一个热源，城市气压变低，使得近地面周围的空气向城市移动并形成上升气流，在高空又流回城市周围，形成城市风。城市的上升气流易带来降水，给城市带来暴雨，形成“雨岛效应；有时因城市气温高，蒸发旺盛，也易形成“干岛效应”。城市风是城市规划中一个重要考虑因素，人们往往在城市周围布局绿化带，改善流向城市空气的空气质量。